# Рейс 370 Malaysia Airlines
Рейс 370 Malaysia Airlines — плановый пассажирский рейс по маршруту Куала-Лумпур (Малайзия) — Пекин (Китай), выполнявшийся 8 марта 2014 года авиалайнером Boeing 777-200ER авиакомпании Malaysia Airlines, который исчез в небе над Южно-Китайским морем через 40 минут после взлёта. На его борту находились 239 человек (12 членов экипажа и 227 пассажиров). Хотя их судьба остаётся неизвестной, все они в январе 2015 года были признаны погибшими в результате «несчастного случая». Следственными органами не было установлено обстоятельств и причин происшествия.
Лайнер вылетел из Куала-Лумпура в 00:42 (MYT) 8 марта 2014 года. В 01:19 (MYT) экипаж последний раз выходил на связь с наземными службами, а в 01:21 (MYT) авиалайнер исчез с экранов радиолокаторов, но, как было впоследствии выяснено, ещё около 7 часов находился в воздухе. Самолёт не отвечал на вызовы с земли, звонки по спутниковому телефону и текстовые сообщения, посылавшиеся по специальной авиационной системе ACARS, и диспетчерам было неизвестно его местонахождение. После 6 часов безуспешных попыток выйти на связь с пилотами рейса MH370 диспетчеры объявили код «бедствие» (DETRESFA).
Поисково-спасательная операция началась с обследования акватории Южно-Китайского моря, где самолёт в последний раз выходил на связь, а затем переместилась в Малаккский пролив и далее — в Индийский океан у западных берегов Австралии. Места катастрофы и тела пассажиров не нашли. В августе 2014 года Малайзия и Австралия организовали вторую поисковую операцию, которая проводилась до января 2017 года в южной части Индийского океана с помощью глубоководных аппаратов. Она также завершилась безрезультатно. При этом, независимо от основного поиска в 2015 и 2016 годах, более чем в 4000 километров от места предполагаемого падения Boeing 777 были случайно обнаружены его небольшие обломки: на островах Реюньон и Родригес, побережьях Мозамбика и Моссель-Бей (ЮАР). Обломки дрейфовали с океаническими течениями, пока не были выброшены на берег.
По оценке «Reuters», поиски пропавшего Boeing 777 по состоянию на 2016 год являются самыми масштабными в истории авиации, как по стоимости, так и по количеству привлечённых сил и стран.

## Сведения о рейсе 370

### Самолёт

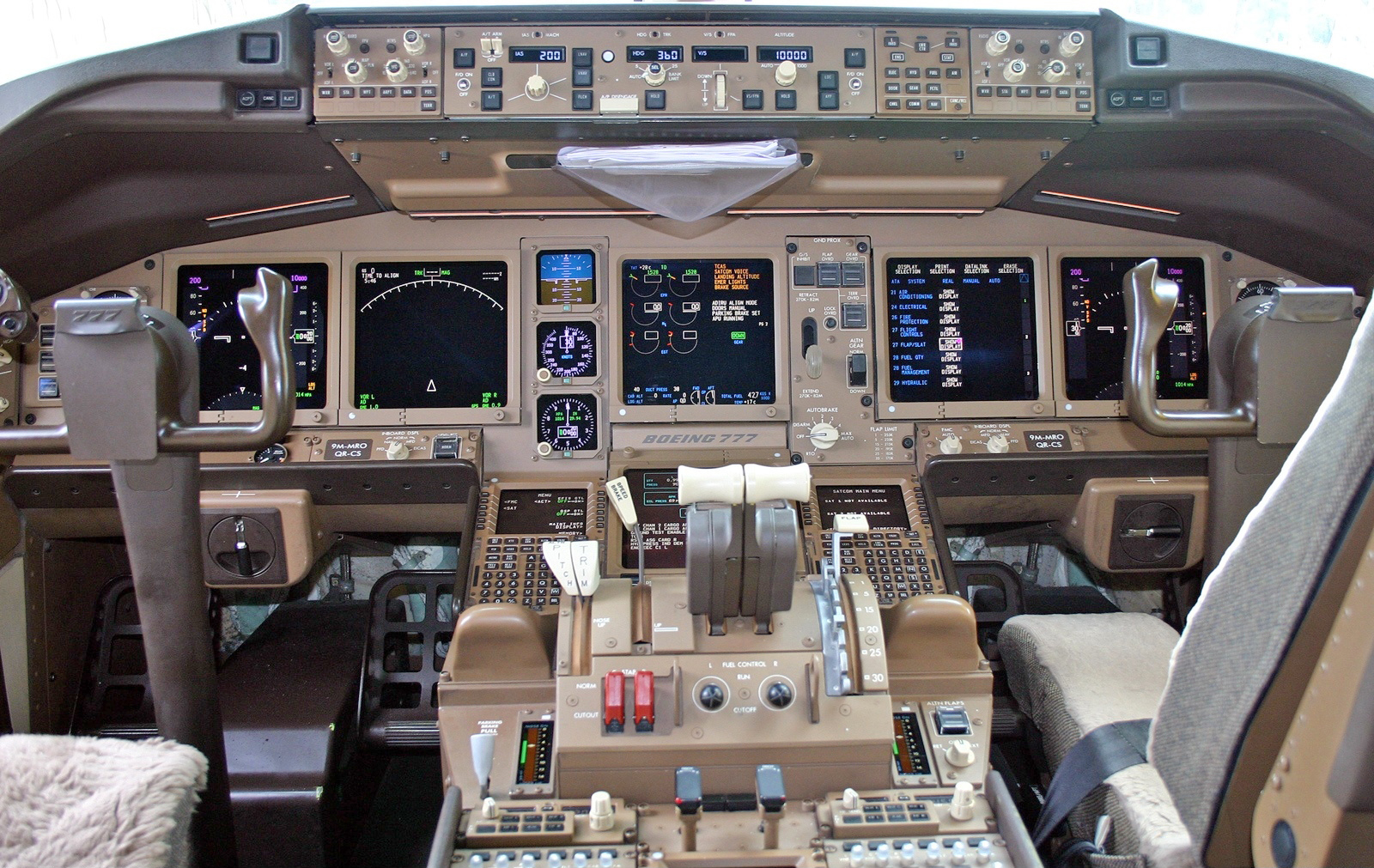
Кабина экипажа самолёта 9M-MRO (2004 год)

Boeing 777-200ER (в некоторых источниках указывается с кодом авиакомпании — Boeing 777-2H6ER) (регистрационный номер 9M-MRO, заводской 28420, серийный 404) был выпущен в 2002 году (первый полёт совершил 14 мая). 31 мая того же года был передан авиакомпании Malaysia Airlines.
Самолёт был оснащён двумя двухконтурными турбовентиляторными двигателями Rolls-Royce Trent 892. Заводская конфигурация салона предполагала 278 мест для пассажиров: 12 в первом классе, 33 в бизнес-классе и 233 места в экономклассе (конфигурация F12C33Y233). В сентябре 2006 года конфигурацию салона изменили: пассажировместимость увеличилась до 282 пассажирских мест — 35 в бизнес-классе и 247 в экономклассе (конфигурация C35Y247).
На день исчезновения 11-летний авиалайнер совершил 7525 циклов «взлёт-посадка» (19 % от ресурса в 40 000 циклов «взлёт-посадка») и налетал 53 465 часов.
По данным Malaysia Airlines, последнее техническое обслуживание самолёт прошёл 23 февраля 2014 года без замечаний.
9 августа 2012 года пропавший Boeing 777 был участником происшествия в аэропорту Шанхая. При рулении на взлёт (рейс MH389 Шанхай — Куала-Лумпур) он повредил законцовку крыла, зацепив хвост Airbus A340-642 авиакомпании China Eastern Airlines (борт B-6050). Однако эта авария была признана незначительной, а самолёт после ремонта был возвращён в эксплуатацию.

### Экипаж и пассажиры
Всего на борту самолёта находились 239 человек — 12 членов экипажа и 227 пассажиров.
| Страна               | Кол-во |
| -------------------- | ------ |
| Китай                | 152    |
| Малайзия             | 50     |
| Индонезия            | 7      |
| Австралия            | 6      |
| Индия                | 5      |
| Франция              | 4      |
| США                  | 3      |
| Украина              | 2      |
| Канада               | 2      |
| Новая Зеландия       | 2      |
| Иран                 | 2      |
| Россия               | 1      |
| Китайская Республика | 1      |
| Нидерланды           | 1      |
| Гонконг              | 1      |
| Всего                | 239    |

#### Экипаж

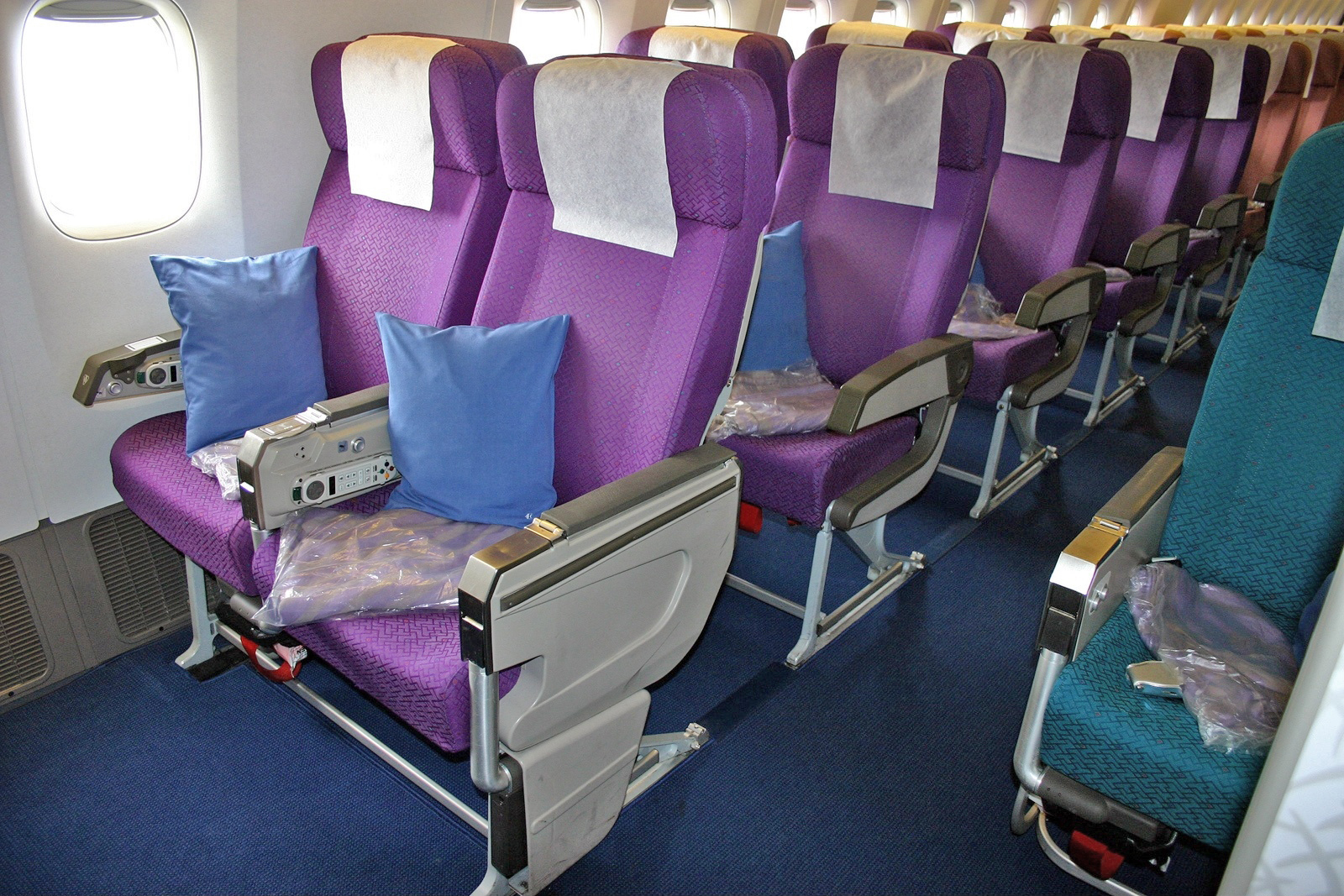
Пассажирский салон борта 9M-MRO

В экипаж рейса MH370 входили 12 человек, имевших гражданство Малайзии, в том числе два пилота.
- Командир воздушного судна (КВС) — 53-летний Захари Ахмад Шах (англ. Zaharie Ahmad Shah). Очень опытный пилот, проработал в авиакомпании Malaysia Airlines 33 года (с 1981 года). Управлял самолётами Boeing 737-400 и Airbus A330-300. В должности командира Boeing 777-200 — с 1998 года. Налетал 18 423 часа, 8659 из них на Boeing 777-200. Считался одним из наиболее профессиональных пилотов Malaysia Airlines[4]. У себя дома построил симулятор кабины Boeing 777, с помощью которого в свободное время отрабатывал навыки управления самолётом. Был женат и являлся отцом троих детей[15].
- Второй пилот — 27-летний Фарик Абдул Хамид (англ. Fariq Abdul Hamid). Обучение проходил в лётной школе на малайзийском курортном острове Лангкави. Так же, как и КВС, управлял самолётами Boeing 737-400 и Airbus A330-300. Проработал в авиакомпании Malaysia Airlines 7 лет (с 2007 года), в должности второго пилота Boeing 777-200 — с ноября 2013 года. Налетал 2813 часов, 39 из них на Boeing 777-200[3].

Салонный экипаж состоял из 10 бортпроводников. Стаж у самого молодого — 13 лет, у самого старшего — 35 лет (Inflight Supervisor).

#### Пассажиры
На борту находилось 227 пассажиров из 14 стран, включая пятерых детей младше 5 лет. Большинство (152) имели гражданство Китая, в том числе один постоянный резидент Гонконга.
Часть пассажиров летела в составе групп:
- 20 сотрудников американской компании «Freescale Semiconductor» (производство полупроводниковых компонентов)[16];
- 19 художников из Китая, возвращавшихся домой после выставки в Малайзии (а также 10 сопровождающих)[17]. Некоторые из них были широко известны в Китае[18].

На борту находился россиянин — 43-летний предприниматель Николай Бродский из Иркутска. Он возвращался из отпуска на Бали, где занимался дайвингом.
Двое иранцев находились в самолёте незаконно. Они приобрели билеты по чужим подделанным паспортам, принадлежавшим итальянцу Луиджи Маральди (итал. Luigi Maraldi) и австрийцу Кристиану Коцелю (нем. Christian Kozel). В 2012 и 2013 годах европейцы потеряли свои документы в Таиланде, их реквизиты были внесены Интерполом в международную базу украденных документов. Несмотря на это, иранцы сумели воспользоваться паспортами для приобретения билетов (через China Southern Airlines) и прохождения предполётного досмотра, не вызвав подозрений.
Личности обоих пассажиров с фиктивными документами были установлены:
1. 18-летний иранец Пурия Нур Мохаммад Мердад (англ. Pouria Nour Mohammad Mehrdad): следовал в Германию через Пекин, чтобы просить политического убежища. Во Франкфурте-на-Майне его ждала мать, которая обратилась к малайзийским властям, потеряв связь с сыном[28].
2. 29-летний иранец Сейед Мохаммед Реза Делавар (англ. Seyed Mohammed Reza Delavar).

По данным Интерпола, оба покинули Иран законно, а фиктивные документы получили на следующих участках своего маршрута.
|  | Рано говорить о какой-либо связи между украденными паспортами и пропавшим самолётом, но вызывает большое беспокойство, что любой человек может попасть на международный рейс, используя украденный паспорт, содержащийся в базах Интерпола.Генеральный секретарь ИНТЕРПОЛА Рональд К. Ноубл |

Четыре пассажира опоздали на регистрацию и не попали на самолёт.

## Хронология событий

### Предполётная подготовка
Плановый полёт рейса MH370 должен был совершиться в тёмное время суток 8 марта 2014 года из Куала-Лумпура (Малайзия) в Пекин (КНР) и занять около 6 часов. Время вылета — 00:35 (MYT), время посадки — 06:30 (MYT). Длина маршрута — 4417 километров.
В аэропорту Boeing 777-200ER борт 9M-MRO был полностью заправлен. Объёма авиационного топлива на борту хватало для 7 часов 30 минут полёта (49 100 килограммов), то есть достаточное количество для рейса и для совершения посадки на запасных аэродромах при нештатных ситуациях (минимальный необходимый запас — 37 200 килограммов, что приблизительно равно 5 часам 34 минутам полёта). Запасные аэродромы, согласно полётному плану — Международный аэропорт Цзинань и Международный аэропорт Ханчжоу (оба расположены в Китае).
Взлётный вес (включая пассажиров, багаж, грузы, авиатопливо) самолёта находился в пределах нормы: 223,5 тонны (максимальный — 286 тонн, а вес пустого самолёта — 138,9 тонны).
В 00:25 (MYT) экипаж рейса 370 завершил предполётную подготовку и через две минуты получил разрешение на запуск двигателей и движение к ВПП № 32R (правая). В 00:40 (MYT) было получено разрешение на взлёт, авиалайнер находился на исполнительном старте в начале полосы.

### Взлёт, исчезновение
В 00:42 (MYT) рейс MH370 вылетел из Куала-Лумпура.
Взлёт, набор высоты и занятие курса проходили в штатном режиме. Пилоты поддерживали связь с наземными службами (на земле — второй пилот, в воздухе — КВС). «Боинг» занял установленный диспетчером эшелон и следовал по маршруту к точке назначения.
Экипаж не сообщал о проблемах на борту и не объявлял чрезвычайной ситуации. Также самолёт был оборудован адресно-отчётной системой авиационной связи (ACARS), которая, кроме других функций, отвечала за мониторинг полётных данных с ежечасной отправкой наземным службам отчётов с информацией о скорости, высоте, оставшихся запасах авиатоплива и других параметрах. ACARS действовала стандартно до 01:07 (MYT) 8 марта 2014 года. Согласно последнему отчёту (Position Report), все системы Boeing 777 работали исправно и на его борту оставалось 43,8 тонны авиакеросина из 49,1 тонны на момент взлёта, то есть достаточное количество для рейса.
В 01:19 рейс 370 достиг границы зоны контроля УВД Малайзии и входил в воздушное пространство Вьетнама. Малайзийский диспетчер дал указание экипажу перейти на новую радиочастоту для связи с УВД Хошимина. Один из пилотов подтвердил получение информации и попрощался с оператором полётов: Доброй ночи, Малайзийский три семь ноль (англ. Good night, Malaysian three seven zero). Это было последнее сообщение от рейса MH370.
Спустя несколько минут на самолёте были отключены устройства-транспондеры, передающие информацию о местоположении самолёта и его идентификационные данные. Поэтому в 01:22 (MYT) Boeing 777 пропал с экранов радиолокаторов диспетчерских служб. Примерно в это же время прекратила передачу сообщений наземным службам система ACARS.
На момент «исчезновения» самолёт находился на высоте около 10 500 метров и летел со скоростью 870 км/ч над Южно-Китайским морем в 223 километрах юго-западнее побережья Вьетнама и 226 километрах восточнее провинции Паттани (Таиланд).
Далее приведена расшифровка радиообмена экипажа с наземными службами от момента взлёта до последнего сеанса связи. Перевод на русский язык — неофициальный.
| Время    | Время    | В эфире   | Текст сообщения (англ.) | Текст сообщения (перевод)                                                                            | Комментарии |
| -------- | -------- | --------- | --- | --- | --- |
| UTC      | MYT      | В эфире   | Текст сообщения (англ.) | Текст сообщения (перевод)                                                                            | Комментарии |
| 7 марта  | 8 марта  | MH370     | Tower, Malaysian Three Seven Zero, morning                                                                                              | Вышка, MH370, доброе утро                                                                            | Boeing 777 следует к взлётно-посадочной полосе |
| 16:36:30 | 00:36:30 | MH370     | Tower, Malaysian Three Seven Zero, morning                                                                                              | Вышка, MH370, доброе утро                                                                            | Boeing 777 следует к взлётно-посадочной полосе |
| 16:36:38 | 00:36:38 | Диспетчер | Three Seven Zero, good morning. Lumpur Tower. Alfa One Zero, Three Two Right                                                            | 370, доброе утро. Вышка Куала-Лумпур. Альфа 10, 32 правая                                            | Использовать рулёжную дорожку А 10, для взлёта использовать ВПП № 32R правую |
| 16:36:50 | 00:36:50 | MH370     | Alfa One Zero, Malaysian Three Seven Zero                                                                                               | Альфа 10, MH370                                                                                      | Подтверждение указания диспетчера |
| 16:38:43 | 00:38:43 | Диспетчер | Three Seven Zero, line up Three Two Right, Alfa One Zero                                                                                | 370, занимайте исполнительный 32 правая, Альфа 10                                                    | Исполнительный старт — начало ВПП, откуда самолёт начинает разбег |
| 16:38:45 | 00:38:45 | MH370     | Line up, Three Two, Alfa One Zero, Malaysian Three Three Seven Zero                                                                     | На исполнительном, 32 правая, Альфа 10, MH370                                                        | Самолёт готов к взлёту |
| 16:40:37 | 00:40:37 | Диспетчер | Three Seven Zero, Three Two Right, clear for take-off. Good night                                                                       | 370, 32 правая, взлёт разрешаю. Доброй ночи                                                          | Диспетчер дал разрешение на взлёт |
| 16:40:40 | 00:40:40 | MH370     | Three Two Right, clear for take-off, Malaysian Three Seven Zero. Thank you, bye                                                         | 32 правая, взлетаем, MH370. Спасибо, до свидания                                                     | Подтверждение указания диспетчера |
| 16:42:50 | 00:42:50 | MH370     | Departure, Malaysian Three Seven Zero                                                                                                   | Взлёт произвёл, MH370                                                                                | |
| 16:42:53 | 00:42:53 | Диспетчер | Malaysian Three Seven Zero, morning, selamat pagi identified. Climb flight level one eight zero, cancel SID, turn right direct to IGARI | MH370, доброе утро, опознаны. Набирайте эшелон 180, отменяю SID, выполняйте правый разворот на IGARI | Эшелон указывается в сотнях футов (FL180 — 18 000 футов, около 5500 метров) Диспетчер отменил выход из зоны аэропорта по стандартной схеме вылета (SID) и сразу направил борт на первую путевую точку IGARI |
| 16:43:01 | 00:43:01 | MH370     | Okay, level one eight zero, direct IGARI, Malaysian one… aaa Three Seven Zero                                                           | Вас понял, эшелон 180, курс на IGARI, MH370                                                          | Подтверждение указания диспетчера |
| 16:46:39 | 00:46:39 | Диспетчер | Malaysian Three Seven Zero, contact Lumpur Radar One Three Two Six. Good night                                                          | MH370, работайте с Лумпур-Радар на частоте 132,6. Доброй ночи                                        | Диспетчер передаёт самолёт диспетчеру магистрального движения |
| 16:46:42 | 00:46:42 | MH370     | Night. One Three Two Six, Malaysian err… Three Seven Zero                                                                               | Доброй ночи. 132,6, MH370                                                                            | Подтверждение указания диспетчера |
| 16:46:55 | 00:46:55 | MH370     | Lumpur Control, Malaysian aa… Three Seven Zero                                                                                          | Лумпур-Контроль, MH370                                                                               | Выход на связь с диспетчером зоны |
| 16:46:58 | 00:46:58 | Диспетчер | Malaysian Three Seven Zero, Lumpur radar, Good Morning. Climb flight level two five zero                                                | MH370, Лумпур-Радар, доброе утро. Набирайте эшелон 250                                               | |
| 16:47:03 | 00:47:03 | MH370     | Level two five zero, Malaysian aa… Three Seven Zero                                                                                     | Эшелон 250, MH370                                                                                    | Подтверждение указания диспетчера |
| 16:50:08 | 00:50:08 | Диспетчер | Malaysian Three Seven Zero, climb flight level three five zero                                                                          | MH370, набирайте эшелон 350                                                                          | |
| 16:50:11 | 00:50:11 | MH370     | Flight level three five zero, Malaysian aa… Three Seven Zero                                                                            | Эшелон 350, MH370                                                                                    | Подтверждение указания диспетчера |
| 17:01:17 | 01:01:17 | MH370     | Malaysian aa… Three Seven Zero, maintaining level three five zero                                                                       | MH370, следую на эшелоне 350                                                                         | |
| 17:01:21 | 01:01:21 | Диспетчер | Malaysian Three Seven Zero | MH370                                                                                                | Диспетчер произносит позывной рейса |
| 17:07:56 | 01:07:56 | MH370     | Ehhh… Seven Three Seven Zero, maintaining level three five zero                                                                         | MH370, следую на эшелоне 350                                                                         | |
| 17:08:02 | 01:08:02 | Диспетчер | Malaysian Three Seven Zero | MH370                                                                                                | Экипаж и диспетчер дважды обмениваются дублирующей информацией |
| 17:19:26 | 01:19:26 | Диспетчер | Malaysian Three Seven Zero, contact Ho Chi Minh, 120 decimal 9, good Night                                                              | MH370, работайте с Хошимином, 120,9, Доброй ночи                                                     | Диспетчер сообщает частоту радиостанции следующего пункта контроля воздушного движения |
| 17:19:30 | 01:19:30 | MH370     | Good Night, Malaysian Three Seven Zero                                                                                                  | Доброй ночи, MH370                                                                                   | Последние слова экипажа рейса MH370 |

### После исчезновения

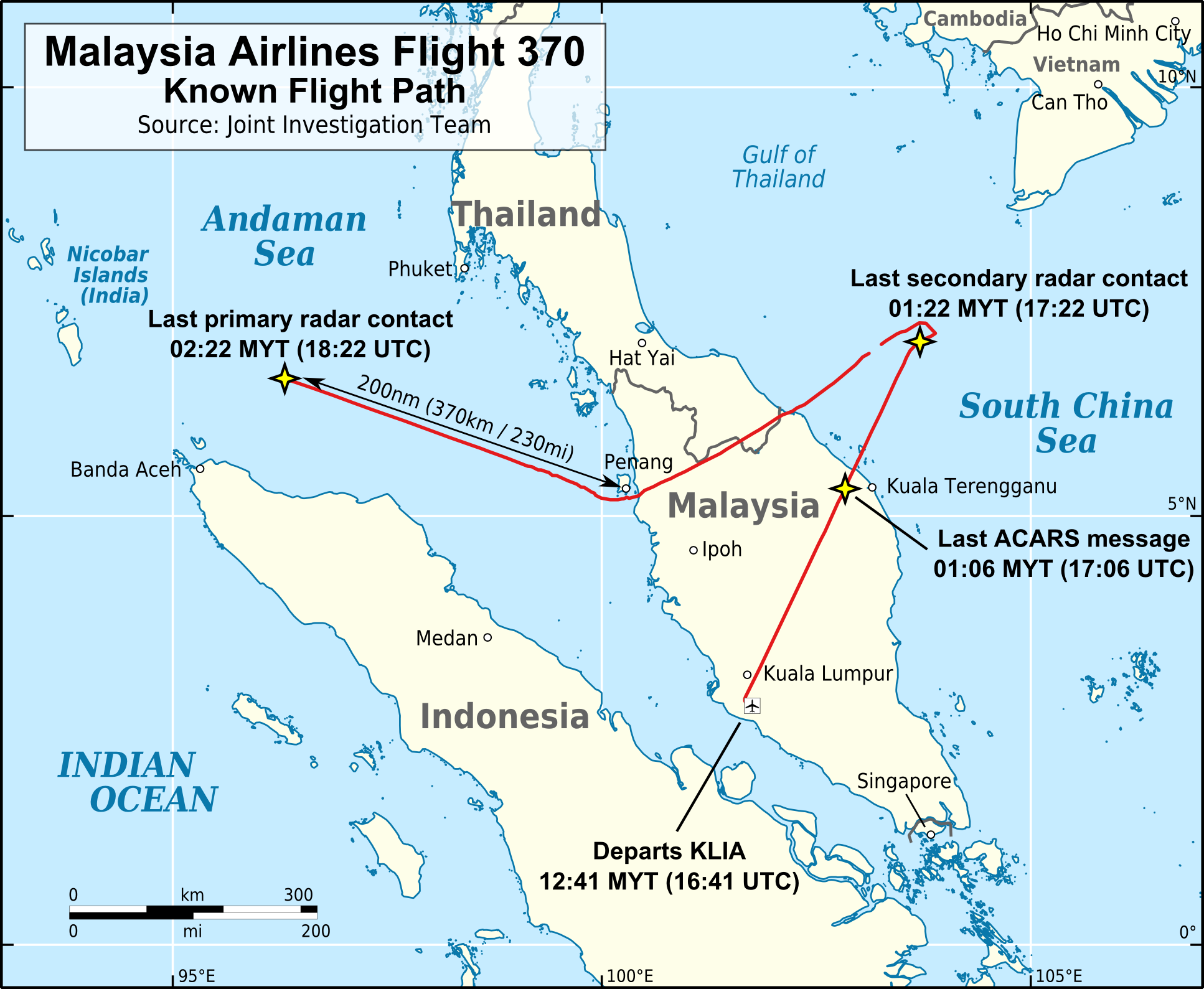
Маршрут рейса 370, установленный на основании сведений военных радаров

Диспетчерская служба Вьетнама первый раз попыталась связаться с самолётом спустя 17 минут после его исчезновения: в 01:39 (MYT). Экипаж самолёта не ответил. После этого операторы контроля воздушным движением Хошимина и Куала-Лумпура с участием представителя Malaysia Airlines пытались найти самолёт доступными им техническими способами: радиообменом, сообщениями через систему ACARS и звонками на борт со спутникового телефона. Чрезвычайная ситуация (DETRESFA, «бедствие») была объявлена спустя 6,5 часов после потери Boeing 777. Одной из причин задержки была информация от Malaysia Airlines, что самолёт следует по маршруту. Однако в 03:30 (MYT) авиакомпания признала ошибку: отслеживая полёт, они ориентировались не на фактическое наблюдение, а на данные полётного плана.
Вместе с тем после исчезновения самолёт находился в воздухе ещё около 7 часов, но существенно отклонился от планового маршрута. Схема полёта Boeing 777 впоследствии установлена следственной группой на основе анализа военных радаров ПВО Малайзии, Вьетнама и некоторых других стран, а также с помощью физико-математических расчётов.

#### I этап. Полёт в зоне контроля радиолокационных станций
После выключения радиоответчиков лайнер отклонился вправо от авиационной магистрали на Пекин, а затем совершил поворот налево (направление — юго-запад), то есть фактически направился в обратном направлении, в сторону Малайзии.
В 01:30 (MYT) Boeing 777 следовал на высоте 10 900 метров со скоростью 920 км/ч с курсом 231°. В следующие 10 минут самолёт незначительно менял высоту (в пределах от 9500 до 10 000 метров). Скорость колебалась от 914 до 972 км/ч. По мнению экспертов, колебания скорости и высоты являются погрешностями в действиях наземных радаров, которые отслеживают полёты по отражаемым от летящих объектов радиоволнам. Точные параметры передаются бортовыми системами самолётов (радиоответчиками).
В 01:52 (MYT) самолёт достиг точки, находящейся южнее острова Пинанг (западное побережье Малайзии), и направился на северо-запад. В 02:03 (MYT) Boeing 777 пролетел над крошечным островом Пулау-Перак (Pulau Perak), расположенном в центре Малаккского пролива, между Северной Суматрой и Малайзией. Таким образом, менее чем за час (с момента последней связи с диспетчерами) самолёт ушёл более чем на 600 километров от точки своего исчезновения с экранов радаров гражданского УВД.
Установленная на Boeing 777 система ACARS позволяет экипажам обмениваться с землёй текстовыми сообщениями. Представитель Malaysia Airlines направил экипажу первый запрос через ACARS о местоположении, когда самолёт находился над островом Пулау-Перак (пунктуация, стилистика, орфография в соответствии с оригиналом).
```
URGENT REQUEST
PLS CONTACT HO CHI MING ATC ASAP
THEY COMPLAIN CANNOT TRACK YOU ON THEIR RADAR
I RECEIVED CALL FROM SUBANG CENTRE
PLS ACK THESE MSG
REGARDS
```

Перевод сообщения (неофициальный):
```
СРОЧНЫЙ ЗАПРОС
ПОЖАЛУЙСТА СВЯЖИТЕСЬ С УВД ХОШИМИНА КАК МОЖНО СКОРЕЕ
ОНИ ЖАЛУЮТСЯ ЧТО НЕ НАБЛЮДАЮТ ВАС НА СВОЁМ РАДАРЕ
Я ПОЛУЧИЛ ЗВОНОК ИЗ СУБАНГА
ПОЖАЛУЙСТА ПОДТВЕРДИТЕ ПОЛУЧЕНИЕ СООБЩЕНИЯ
С УВАЖЕНИЕМ
```

Экипаж на сообщение не ответил и на связь не вышел. Впоследствии это сообщение и аналогичные неоднократно направлялись по системе ACARS, но они также оставались без ответа.
В 02:22 (MYT) Boeing 777 покинул зону, контролируемую наземными радиолокационными системами. К этому времени он прошёл путевую точку MEKAR на воздушной трассе № 571 северо-западнее острова Пулау-Перак на высоте 10 900 метров.

#### II этап. Полёт в «слепой зоне» радиолокационных станций

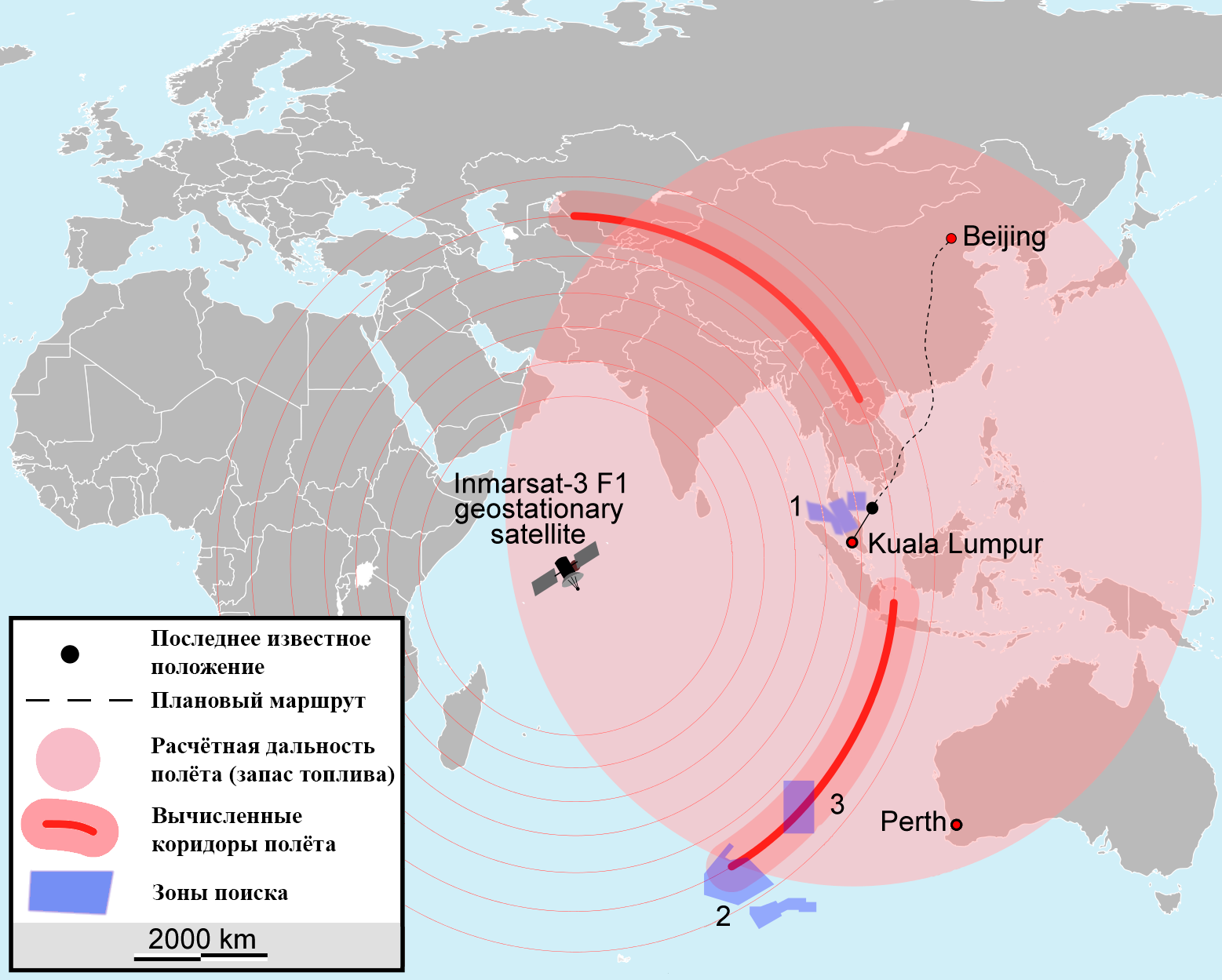
Возможные коридоры полёта MH370

Boeing 777 был оснащён терминалами, которые каждый час передавали через спутники Inmarsat наземным службам техническую информацию о работе двигателей «Rolls-Royce» (эти параметры не включали данные о скорости и местоположении), и дважды офис Malaysia Airlines пытался связаться с самолётом по спутниковому телефону.
Взаимодействие со спутником впоследствии было использовано для расчёта траектории полёта. Так как расположение и спутника, и наземных систем известно, следственной группе (анализ проводили учёные из Великобритании, США, Австралии и Малайзии как независимо, так и совместно) удалось вычислить наиболее вероятный маршрут движения Boeing 777: северный или южный векторы относительно последнего известного местонахождения самолёта.
Северный вектор был исключён, так как все страны, расположенные в этом направлении (Индия, Таиланд, Мьянма, Бангладеш, Китай), сообщили, что лайнер не входил в их воздушное пространство. В качестве наиболее вероятного маршрута определён южный вектор, в направлении южной части Индийского океана.
Имевшиеся данные о полёте не позволяли точно воссоздать маршрут, а лишь определить направление с погрешностями. Поэтому с помощью компьютеров были смоделированы максимально возможные пути, из которых отобрали 100 наиболее вероятных, учитывающих изменение скорости, высоты полёта, совершённых манёвров и других. Например, по мнению следственной группы, при полёте над Индийским океаном самолёт следовал на автопилоте. Также учли информацию о ветрах, запасе топлива и высоте полёта в моментах, когда происходили сеансы связи через систему спутниковой связи.
Все отобранные 100 наиболее вероятных маршрутов заканчивались в южной части Индийского океана, со стороны западного побережья Австралии, на участке площадью свыше 120 км²[уточнить].
Между 08:19 (MYT) (последнее «рукопожатие» между терминалом на Boeing 777 и спутником) и 09:15 (MYT) (плановое время обмена параметрами, но самолёт на связь не вышел) на авиалайнере закончилось топливо, после чего он упал в океан. По данным следствия, неконтролируемое падение подтверждают найденные обломки закрылков. Их состояние указывает на то, что они были убраны, тогда как во время приземления (и приводнения) должны использоваться. Это означает, что перед падением самолёт не готовился к посадке на воду, а упал в океан. Пытаясь объяснить отсутствие обломков, группа математиков смоделировала с помощью суперкомпьютеров EOS и RAAD в штате Техас (США) и в Катаре падение летательного аппарата под прямым углом в воду. В этом случае фюзеляж практически не разрушается, а отделяются только крылья, но и они быстро тонут из-за большого веса, и самолёт практически бесследно пропадает под водой, не оставляя на поверхности обломков и следов горюче-смазочных материалов. В то же время, по оценкам группы военных экспертов Австралии, скорость падения Boeing 777 могла составлять от 3,6 до 6 км/мин (от 216 до 360 км/ч), что гораздо ниже возможной скорости отвесного пикирования.
Ниже приведена хронология полёта Boeing 777 рейса 370 с момента взлёта до окончательной потери связи.
| Время         | Время         | Происходившие события | Полётная информация |
| ------------- | ------------- | --- | --- |
| UTC           | MYT           | Происходившие события | Полётная информация |
| 7 марта       | 8 марта       | Boeing 777 взлетел из Куала-Лумпура | Аэропорт |
| 16:42         | 00:42         | Boeing 777 взлетел из Куала-Лумпура | Аэропорт |
| 17:07         | 01:07         | Экипаж Boeing 777 подтвердил диспетчеру, что занял эшелон FL350 | Южно-Китайское море, скорость 870 км/ч, высота 10 500 метров                                                                                                 |
| 17:07         | 01:07         | Последний сеанс обмена данными системой ACARS | — " — |
| 17:07 — 18:30 | 01:07 — 02:30 | Потерян сигнал со спутником в этот период | — " — |
| 17:19         | 01:19         | Последний выход в эфир экипажа рейса 370: Good Night Malaysian Three Seven Zero (Доброй ночи, MH370) | Южно-Китайское море, скорость 870 км/ч, высота 10 500 метров; граница между зонами ответственности УВД Куала-Лумпура и Хошимина                              |
| 17:21         | 01:21         | Последняя передача данных от транспондера, 6°55′15″ с. ш. 103°34′43″ в. д. | — " — |
| 17:22         | 01:22         | Транспондер и ADS-B на самолёте перестали работать | — " — |
| 17:39         | 01:39         | Первая попытка УВД Хошимина установить контакт с самолётом. Затем диспетчер Хошимина сообщил в УВД Куала-Лумпура, что словесный контакт установить не удалось и он не видит рейс 370 на радаре | Самолёт ушёл с маршрута, следует по направлению к Малаккскому проливу над территорией Малайзии; высота от 9500 до 10 000 метров. Скорость от 914 до 972 км/ч |
| 17:41         | 01:41         | УВД Куала-Лумпура отвечает УВД Хошимину, что самолёт не возвращался после путевой точки IGARI | — " — |
| 17:43         | 01:43         | УВД Куала-Лумпура пытается выйти на связь с MH370: Malaysian Three Seven Zero Lumpur Radar how do you read, do you read (авиационное — Вы слышите меня? Приём) | — " — |
| 17:46         | 01:46         | УВД Хошимина сообщает в Куала-Лумпур, что наблюдал самолёт на точке BITOD (в 59,6 км от точки IGARI по направлению к Пекину), но голосовой контакт с самолётом установить не удаётся | — " — |
| 17:50         | 01:50         | Куала-Лумпур просит Хошимин подтвердить потерю связи с рейсом 370: Affirm…. and confirm still negative contact with Malaysian Three Seven Zero. УВД Хошимина подтверждает отсутствие связи (Affirm negative contact) | Малаккский пролив, западное побережье Малайзии, остров Пинанг (далее следует на северо-запад)                                                                |
| 18:03         | 02:03         | 1-й текстовый запрос по системе ACARS к экипажу, с просьбой выйти на связь (без ответа) | Остров Пулау-Перак, в центре Малаккского пролива, между Северной Суматрой и Малайзией                                                                        |
| 18:03         | 02:03         | Диспетчеры Хошимина и Куала-Лумпура связываются по телефону. Хошимин подтверждает, что не видит самолёт на радаре и не может установить с ним контакт. Куала-Лумпур сообщает, что по данным авиакомпании Malaysia Airlines самолёт в это время находился в воздушном пространстве Камбоджи                                                                    | — " — |
| 18:06         | 02:06         | Повторный текстовый запрос по системе ACARS к экипажу, с просьбой выйти на связь (без ответа) | Следует на северо-запад над Малаккским проливом |
| 18:07         | 02:07         | Хошимин запрашивает УВД Пномпеня (Камбоджа) о входе в их пространство рейса 370, но получает отрицательный ответ | — " — |
| 18:08         | 02:08         | Повторный текстовый запрос по системе ACARS к экипажу с просьбой выйти на связь (без ответа) | — " — |
| 18:10         | 02:10         | Повторный текстовый запрос по системе ACARS к экипажу с просьбой выйти на связь (без ответа) | — " — |
| 18:11         | 02:11         | Повторный текстовый запрос по системе ACARS к экипажу с просьбой выйти на связь (без ответа) | — " — |
| 18:12         | 02:12         | УВД Куала-Лумпура сообщает в Хошимин об отсутствии новых данных по рейсу 370 | — " — |
| 18:13         | 02:13         | Повторный текстовый запрос по системе ACARS к экипажу с просьбой выйти на связь (без ответа) | — " — |
| 18:15         | 02:15         | Повторный текстовый запрос по системе ACARS к экипажу с просьбой выйти на связь (без ответа) | — " — |
| 18:18         | 02:18         | Диспетчер Куала-Лумпура связывается с Хошимином и уточняет, была ли проверена информация о входе рейса 370 в воздушное пространство Камбоджи. Хошимин сообщил, что Камбоджа отрицает нахождение самолёта Boeing 777 в их воздушном пространстве. Кроме того, по словам диспетчера Куала-Лумпура, авиакомпания Malaysia Airlines уже уведомлена о происшествии | — " — |
| 18:25         | 02:25         | 1-й сеанс связи со спутником Inmarsat по инициативе самолёта | Прошёл путевую точку MEKAR на воздушной трассе № 571 (Малаккский пролив); высота 10 900 метров (35 700 футов)                                                |
| 18:25         | 02:25         | Неотвеченный телефонный вызов по спутниковой связи с земли на Boeing 777 (из Малайзии) | — " — |
| 18:33         | 02:33         | Оперативный центр Malaysia Airlines сообщает диспетчерам Куала-Лумпура, что по их данным самолёт находится в воздушном пространстве Вьетнама, с координатами 14°54′00″ с. ш. 109°15′00″ в. д. (впоследствии было установлено, что в это время Boeing 777 находился над Малаккским проливом)                                                                   | Предположительно совершает поворот над Малаккским проливом в сторону южной части Индийского океана; высота от 7500 до 12 000 метров                          |
| 18:37         | 02:37         | УВД Куала-Лумпура сообщает Хошимину, что, по данным Malaysia Airlines (перед этим был телефонный разговор с авиакомпанией), самолёт находится в воздухе и продолжает передавать данные о своём местоположении | — " — |
| 18:53         | 02:53         | Пилот рейса MH386 Malaysia Airlines (маршрут Куала-Лумпур — Шанхай) пытается связаться с рейсом 370 по просьбе УВД Хошимина, но также безуспешно | Индийский океан. Следует на юг; высота от 7500 до 12 000 метров                                                                                              |
| 19:30         | 03:30         | Оперативный центр Malaysia Airlines сообщает УВД Куала-Лумпура, что их данные о положении самолёта, скорее всего, недостоверны (так как основаны не на фактическом наблюдении, а на отслеживании полётного плана) | — " — |
| 19:30 — 21:20 | 03:30 — 05:20 | Диспетчеры Куала-Лумпура и Хошимина обмениваются информацией по рейсу 370, а также опрашивают УВД Пекина, Сингапура, Гонконга о наличии в их воздушных пространствах пропавшего Boeing 777 | — " — |
| 21:20         | 05:20         | Впервые высказывается предположение о том, что Boeing 777 не покидал воздушного пространства Малайзии (в рамках длительного телефонного разговора между диспетчером Куала-Лумпура и представителем Malaysia Airlines) | — " — |
| 21:30         | 05:30         | Диспетчер Куала-Лумпура уведомляет о происшествии Авиационно-спасательный координационный центр (ARCC) Малайзии | — " — |
| 21:41         | 05:41         | Диспетчер Хошимина сообщает об отсутствии сведений по рейсу 370 | — " — |
| 22:14         | 06:14         | Диспетчер Куала-Лумпура запрашивает Хошимин об организации поисково-спасательной операции | — " — |
| 22:30         | 06:30         | Плановое время посадки рейса MH370 в Пекине | — " — |
| 22:32         | 06:32         | УВД Куала-Лумпура объявляет код «DETRESFA» («бедствие» — сигнал в авиации, означающий ситуацию, которая характеризуется наличием обоснованной уверенности в том, что воздушному судну и лицам, находящимся на его борту, угрожает серьёзная и непосредственная опасность или требуется немедленная помощь)                                                    | — " — |
| 23:13         | 07:13         | Неотвеченный телефонный вызов по спутниковой связи с земли на Boeing 777 | Южная акватория Индийского океана, западное побережье Австралии; ; высота от 7500 до 12 000 метров                                                           |
| 23:24         | 07:24         | Официальное заявление Malaysia Airlines о потере воздушного судна | — " — |
| 8 марта       | 08:19         | Последний сеанс связи Boeing 777 со спутником Inmarsat, произведённый по инициативе самолёта | — " — |
| 00:19         | 08:19         | Последний сеанс связи Boeing 777 со спутником Inmarsat, произведённый по инициативе самолёта | — " — |
| 01:15         | 09:15         | Самолёт не ответил на запрос связи от спутника Inmarsat | Упал в океан |

Находившиеся на борту рейса MH370 239 человек признаны погибшими в результате «несчастного случая», так как прямых фактов, позволяющих конкретизировать причину катастрофы, следственной группой не установлено.

## Поиски

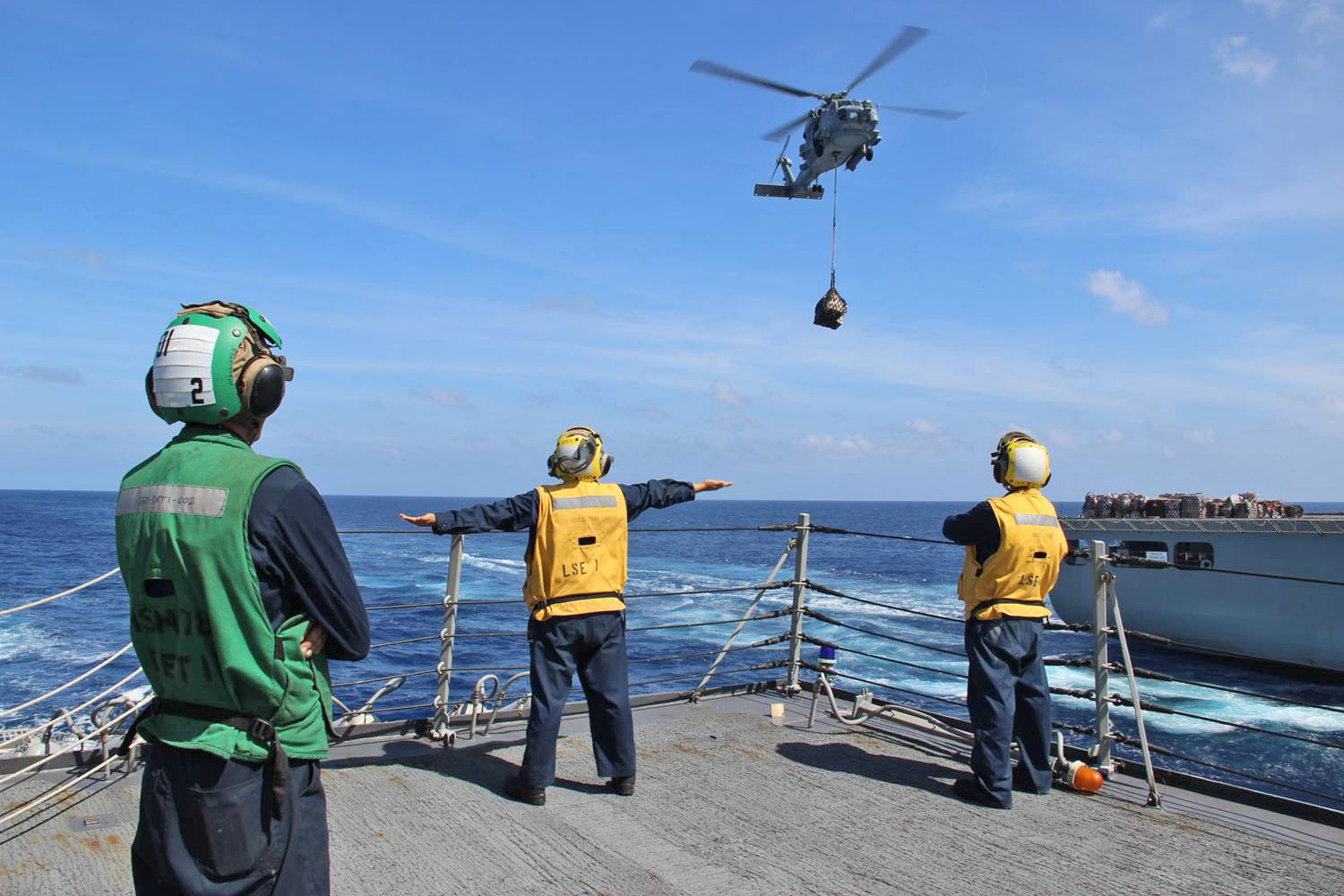
Военнослужащие ВМС США в ходе поисково-спасательной операции рейса MH370 в Андаманском море

В 07:24 (MYT) 8 марта 2014 года авиакомпания Malaysia Airlines официально сообщила, что в 02:40 (MYT) лайнер пропал без вести (в действительности он был потерян наземными службами раньше — в 01:21 (MYT).

### Первая поисковая операция (с 8 марта по 28 апреля 2014 года)

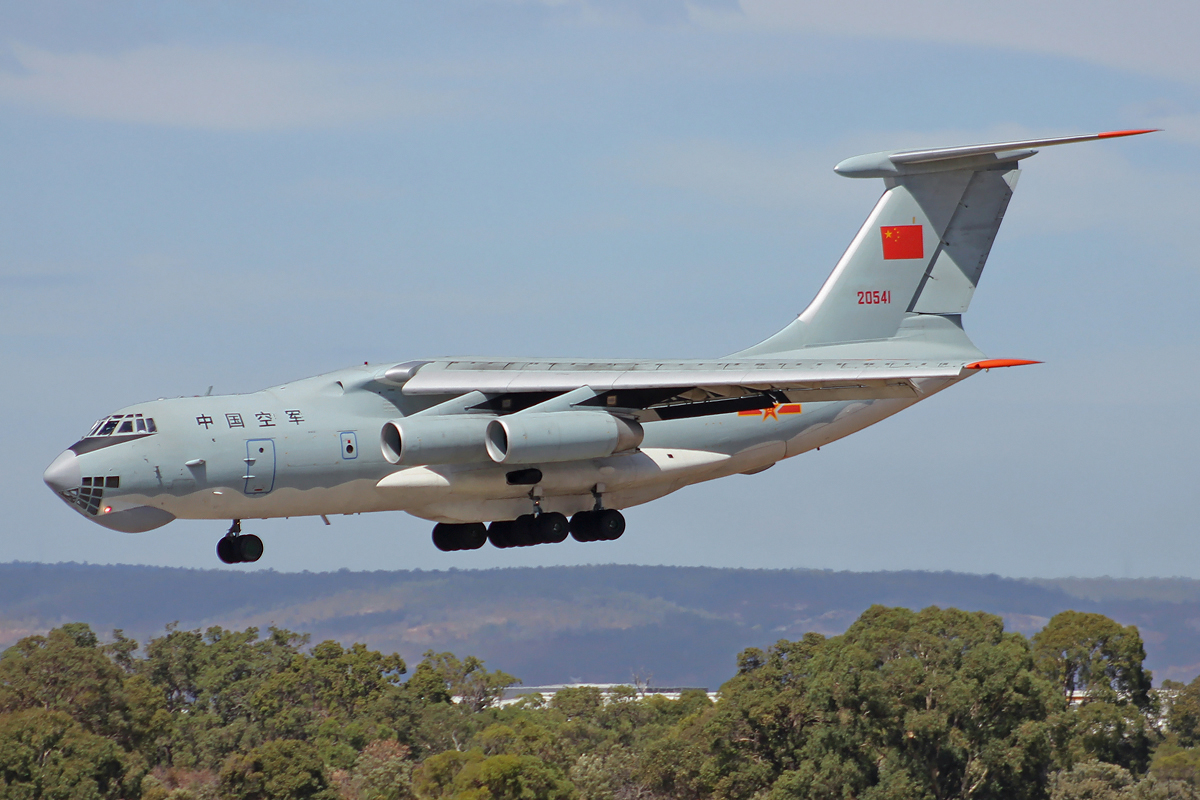
Китайский поисковый Ил-76 идёт на посадку в аэропорту Перта (Австралия)

Поисково-спасательная операция началась в 11:30 (MYT) 8 марта 2014 года, спустя 10 часов после потери самолёта. В ней приняли участие 26 стран, в том числе Малайзия, США, Сингапур, Вьетнам, КНР, Аргентина и другие. Осуществлялось водное, воздушное и спутниковое исследование территорий силами гражданских и военных служб.

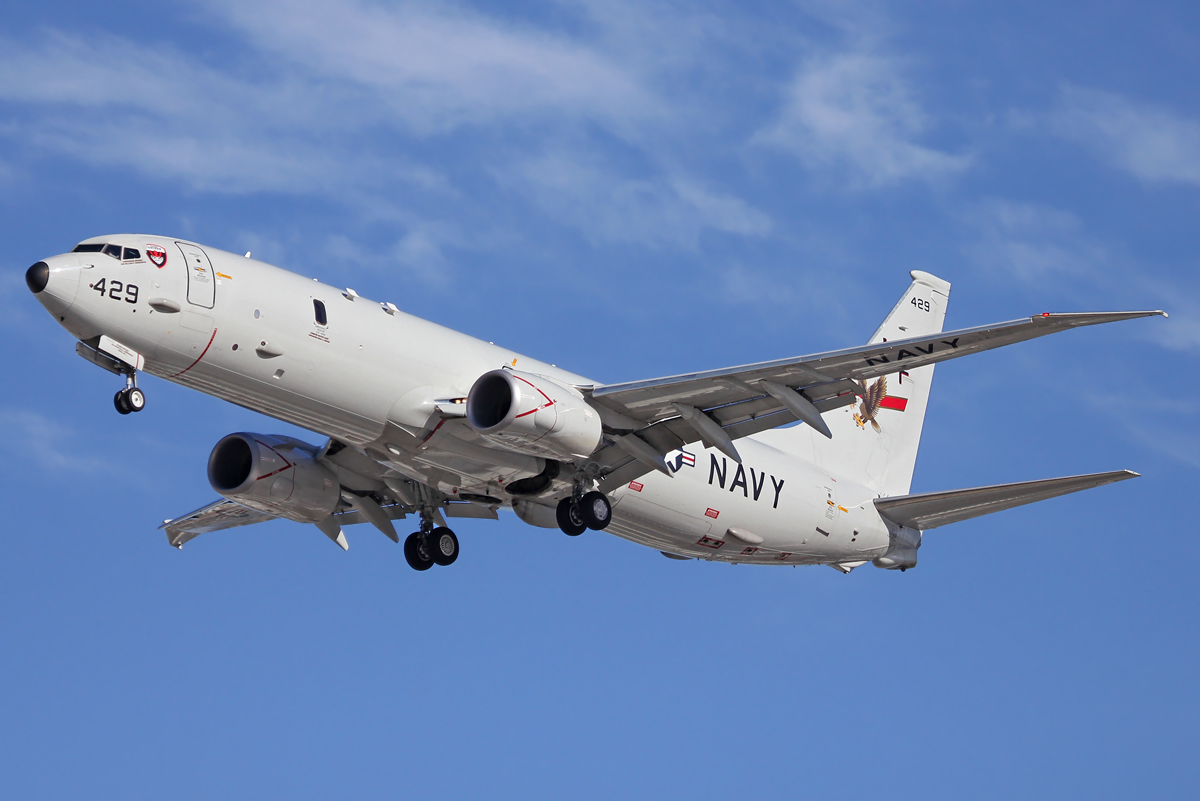
«Poseidon» ВМС США, принимающий участие в поисковой операции

По мере уточнения информации о последнем местонахождении самолёта менялись зоны поисков. Первоначально операция проводилась в акватории Южно-Китайского моря, затем в Андаманском море и Малаккском проливе, наконец, в Индийском океане. Общая площадь исследуемых территорий составляла 7,7 млн км² (2,2 млн квадратных морских миль), что сопоставимо с площадью Австралии. Официальные власти Малайзии сначала опровергли эту информацию.
17 марта 2014 года Австралия по договорённости с властями Малайзии взяла на себя ответственность за координацию поисков в южной части Индийского океана, возложив эту функцию на Австралийское управление морской безопасности (AMSA). На следующий день американский Национальный совет по безопасности на транспорте (NTSB) на основании собственных расчётов уточнил территорию зоны поиска: 600 000 км² (превышает площадь Франции) на удалении в 3000 километров от западного побережья Австралии.
Государствами предпринимались различные меры по уточнению маршрута полёта исчезнувшего Boeing 777. Например, компания Apple совместно с телефонными провайдерами во всём мире, авиакомпаниями и ФБР пыталась определить местоположение Boeing 777 с помощью iPhone пассажиров.
Одним из источников информации были спутниковые снимки, предоставленные в открытом доступе американской корпорацией «DigitalGlobe». Они покрывали акватории Южно-Китайского моря и Малаккского пролива, южной части Индийского океана. В их анализе принимали участие эксперты и пользователи Интернета через платформу Tomnod (по оценкам, свыше 2 000 000 человек по всему миру). Организация геопространственной информации Австралии также обнаружила на фотографиях два объекта, похожих на обломки авиалайнера (координаты 43°58′34″ ю. ш. 090°57′37″ в. д.). Самый большой имел длину 24 метра. 22 марта в координационный центр поступили спутниковые снимки с возможными обломками от КНР (объект размером 22,5 метра).
Информация о находящихся на поверхности океана объектах проверялась: в район направлялись поисковые суда или самолёты для фактического осмотра. По мере накопления сведений о течениях, возможных обломках и т. д. площадь поиска постепенно уменьшалась.
24 марта власти Малайзии официально заявили, что самолёт разбился в южной части Индийского океана, все находившиеся на его борту погибли. К этому дню территория поисков уменьшилась до 80 000 км², а количество участвующих стран сократилось до шести: Австралия, Новая Зеландия, США, Япония, КНР и Республика Корея. Однако через несколько дней поступили обновлённые сведения от международной следственной группы. Операция сместилась ближе к побережью Австралии, а зона исследования расширилась до 319 000 км².
Суда поисковой группы регулярно поднимали с поверхности океана различные объекты, но ни один из них не был идентифицирован как часть пропавшего самолёта.
30 марта руководство поисковой операции было передано в образованный по решению премьер-министра Австралии Тони Эббота Совместный координационный центр (англ. Joint Agency Coordination Centre, JACC). JACC был наделён компетенцией по взаимодействию с другими государственными органами Австралии, организации поисковых мероприятий, а также сбору и анализу любой информации, связанной с расследованием исчезновения авиалайнера, и коммуникацией с властями Малайзии и международной следственной группой. Возглавил Центр Ангус Хьюстон.
Ежедневно участники поисковой экспедиции осматривали территорию возможного падения лайнера, однако без существенного прогресса. Лишь 5 апреля, в южной части Индийского океана, китайский корабль «Хайсюнь-1» (Haixun 01) уловил сигналы, которые возможно подавались подводными локационными буями бортовых самописцев пропавшего самолёта (25° ю. ш. 101° в. д.). При попадании в воду буй автоматически включается и с определённой частотой излучает позывные. Однако эксперты не смогли однозначно классифицировать сигнал. Было установлено, что с наибольшей вероятностью он генерируется электронным устройством, а не живым организмом, и по спецификации соответствует типу тех бортовых самописцев, которые были установлены на пропавшем авиалайнере.
В следующие дни сигналы снова фиксировались поисковыми судами, например австралийским «Ocean Shield», но установить местонахождение источника не удалось. После 8 апреля трансляция позывных прекратилась. К этому времени прошёл 31 день после исчезновения самолёта, и это соответствует времени работы аккумуляторов для питания передающего устройства. Спустя неделю надводная поисковая операция была прекращена, но продолжен подводный осмотр с помощью беспилотной автономной подводной лодки «Bluefin-21».
Владелец «Bluefin-21» — компания «Phoenix», специализирующаяся на глубоководных поисках. Беспилотная подводная лодка использовалась с борта австралийского корабля «Ocean Shield» на 25 миссиях по розыску пропавшего Boeing 777 в течение 21 операционного дня, проведя под водой 360 часов. С помощью гидролокатора бокового обзора «Bluefin-21» позволяет за один день изучить подводный рельеф на площади 90 км². В рамках экспедиции по поиску рейса 370 с помощью подводной лодки было исследовано 880 км² морского дна (территория сопоставима с площадью острова Доминика в Карибском море).
28 апреля 2014 года первая поисковая операция была завершена. Место крушения и обломки не были найдены. Некоторые итоги первой поисковой миссии (с 17 марта по 28 апреля 2014 года):
- участвовали силы 8 стран: Малайзии, США, Великобритании, КНР, Республики Кореи, Японии, Новой Зеландии и Австралии;
- исследовано свыше 4,6 млн квадратных километров океана;
- израсходовано 25 000 000 литров авиационного топлива;
- задействовано 19 кораблей (9 — Китай, 5 — Австралия, 2 — Великобритания, 2 — Малайзия, 1 — США);
- привлечён 21 военный самолёт:

| Страна           | Всего | Эксплуатант                                 | Тип самолётов                                                        |
| ---------------- | ----- | ------------------------------------------- | -------------------------------------------------------------------- |
| Австралия        | 8     | Королевские военно-воздушные силы           | 4 x AP-3C Orion, 2 x E-7A Wedgetail, KA350 King Air, C-130J Hercules |
| Малайзия         | 3     | Королевские воздушные силы                  | 3 x C-130H Hercules                                                  |
| Япония           | 3     | Морские силы самообороны и береговая охрана | 2 x P-3C Orion, Gulfstream V                                         |
| Китай            | 2     | Народно-освободительная армия               | 2 x Ил-76                                                            |
| Республика Корея | 2     | Военно-морские силы и военно-воздушные силы | P-3C Orion, C-130H Hercules                                          |
| США              | 2     | Военно-морские силы                         | 2 x P-8A Poseidon                                                    |
| Новая Зеландия   | 1     | Королевские военно-воздушные силы           | P-3K2 Orion                                                          |

В июне 2014 года специалисты британской спутниковой компании Inmarsat заявили, что поисковая операция проводилась не в том районе, где предполагалось падение самолёта. По их мнению, расчёты на основании сигналов автоматической радиосвязи, которыми обменивались самолёт и спутник группы Inmarsat, указывают точное место падения самолёта. При этом спасательные суда не добрались до расчётного места, сосредоточившись на проведении поисков в том квадрате, где были зафиксированы некие сигналы, приписанные бортовым самописцам. В свою очередь, власти Австралии заявили о смещении зоны поиска в район, расположенный в 1800 км от побережья континента (юг Индийского океана). Эта зона была определена на основании анализа в том числе спутниковых снимков, которые ранее в расчёт не принимались.

### Вторая поисковая операция (с августа 2014 года по январь 2017 года)
Для максимально полного расследования происшествия с рейсом 370 необходимо изучение места катастрофы и считывание данных бортовых самописцев. Со стороны родственников пассажиров, особенно из КНР, оказывалось постоянное давление на государственные органы Малайзии, Австралии и авиакомпанию Malaysia Airlines с требованием озвучить причины случившегося.
Под воздействием этих факторов Малайзия и Австралия заключили 28 августа 2014 года Меморандум о взаимопонимании по взаимодействию в сфере поисков пропавшего самолёта. В 2014 году стороны оценивали потенциальные расходы на уровне двухсот миллионов долларов США. Правительство Австралии выделило $ 89,9 млн, из них $ 60 млн на глубоководные поиски. Малайзия взяла на себя обязательства по участию в экспедиции пропорционально затратам Австралии (60 млн $). Ещё 20 млн $ выделила Китайская Народная Республика в виде прямого финансирования и необходимого оборудования.
При подготовке к операции учитывался опыт глубоководного поиска обломков разбившегося в 2009 году самолёта Airbus A330 авиакомпании AirFrance, следовавшего рейсом 447. Обломки авиалайнера были обнаружены спустя два года на глубине около 3,5 км в Атлантическом океане.
На предоставленные правительствами средства Совместный координационный центр (JACC) заключил договор с голландской фирмой «Fugro» стоимостью более 50 миллионов $ на проведение глубоководных поисков в предполагаемом районе падения Boeing 777 в океан на площади в 60 000 км². В августе 2014 года флот экспедиции включал два корабля компании «Fugro» («Discovery» и «Equator»), оборудованные прицепными тралами с гидролокационным оборудованием, и военно-морское исследовательское судно «Go Phoenix», также с гидролокаторами и подводными модулями, арендованное Малайзией.
К июню 2015 года корабли поисковой группы завершили исследование запланированных 60 тысяч км², но места катастрофы не обнаружили. При этом были собраны уникальные данные о рельефе дна Индийского океана, который ранее столь подробно не исследовался. Выяснилось, что он имеет сложную структуру: с подводными отвесными скалами высотой до 2 километров и трещинами, выступами и глубинами до 6 километров. Также были обнаружены неизвестные до этого подводные вулканы и найден затонувший корабль XIX века.
JACC увеличил площадь поисков в 2 раза, до 120 тысяч км², продлив договор с «Fugro», но с оговоркой, что дальнейшее расширение территории исследования будет осуществляться только при наличии достоверных убедительных сведений о месте крушения. К этому времени «Go Phoenix» завершил свою миссию и был отозван из поисковой экспедиции. Вместо малайзийского судна в ноябре 2015 года зафрахтован другой корабль — «Havila Harmony», оборудованный глубоководным автономным аппаратом.
В январе 2016 года «Fugro» арендовала в Китае четвёртый корабль: «Dong Hai Jiu 101», в конце февраля он приступил к работе. Через 2 месяца после этого, в марте 2016 года, «Havila Harmony» был отозван из поисковой группы. Оставив в Перте глубоководный автономный аппарат, судно покинуло зону поисков.
На основе информации о морских течениях и с учётом мест обнаружения обломков итальянские математики подготовили доклад, в котором, по собственному мнению, более точно локализовали место падения самолёта в океан. Эта точка находится на западном побережье Австралии, но примерно на 500 километров севернее зоны поисков. Точные координаты, по мнению учёных, между 28 и 35 параллелями южной широты. Авторы исследования — Евро-Средиземноморский центр по изменению климата и Департамент физики и астрономии Болонского университета. JACC официально не прокомментировал это исследование. Сомнения в точности определения зоны поисков высказали и представители компании Fugro. По их мнению, если самолёт планировал после отключения двигателей, а не пикировал, как предполагала Международная следственная группа, то приводнение могло произойти значительно дальше от исследуемой территории. Министр транспорта Малайзии сообщил, что нет веских доказательств планирования самолёта перед катастрофой.
Из-за отсутствия новых «убедительных» данных о месте крушения Boeing 777 в июле 2016 года министры транспорта Малайзии, Китая и Австралии выступили с совместным заявлением о приостановке дальнейших поисковых операций после завершения второй миссии, начавшейся в августе 2014 года. Согласно заявлению, деятельность следственной группы будет продолжена, а поиск будет возобновлён, если следователи смогут найти достоверные сведения о местоположении самолёта.
В августе 2016 года вышел из экспедиции корабль «Fugro» «Discovery», работавший в зоне поисков ровно 2 года. В декабре 2016 года поисковую операцию покинуло судно «Dong Hai Jiu 101», совершившее 33 операции по глубоководному исследованию с аппаратом Phoenix.
В январе 2017 года была завершена вторая поисковая операция, которая не принесла результатов. Обломков, места катастрофы или тел погибших в зоне операции не обнаружено. С августа 2014 по январь 2017 года судами поисковой экспедиции исследованы 120 тысяч км² южной части Индийского океана. В сообщении Совместного координационного центра (JACC) выражены сожаления близким погибших и отмечено, что специалисты продолжают изучать обстоятельства происшествия в поисках дополнительных сведений, которые позволили бы найти обломки самолёта.
По состоянию на октябрь 2016 года на поиски в общей сложности было затрачено 135 миллионов долларов. По оценке Reuters, это самая масштабная по всем параметрам операция за всю историю авиационной отрасли.

### Дополнительная поисковая операция (с января по май 2018)
С начала 2018 года по соглашению с правительством Малайзии поисками занималась компания Texas Ocean Infinity, которая зафрахтовала для этого норвежское поисковое судно «MS Seabed Constructor», оборудованное восемью шестиметровыми автономными подводными аппаратами Hugin, способными работать на глубине до 6 тысяч м «Seabed Constructor» считается лучшим в мире гражданским поисковым судном.
В середине мая новый министр транспорта Малайзии, Loke Siew Fook, заявил, что «поиски прекратятся к концу этого месяца». На момент окончания поисков было изучено более 112 000 км2 площади. Контракт Ocean Infinity с Малайзией был официально расторгнут 31 мая 2018.

### Обнаружение обломков

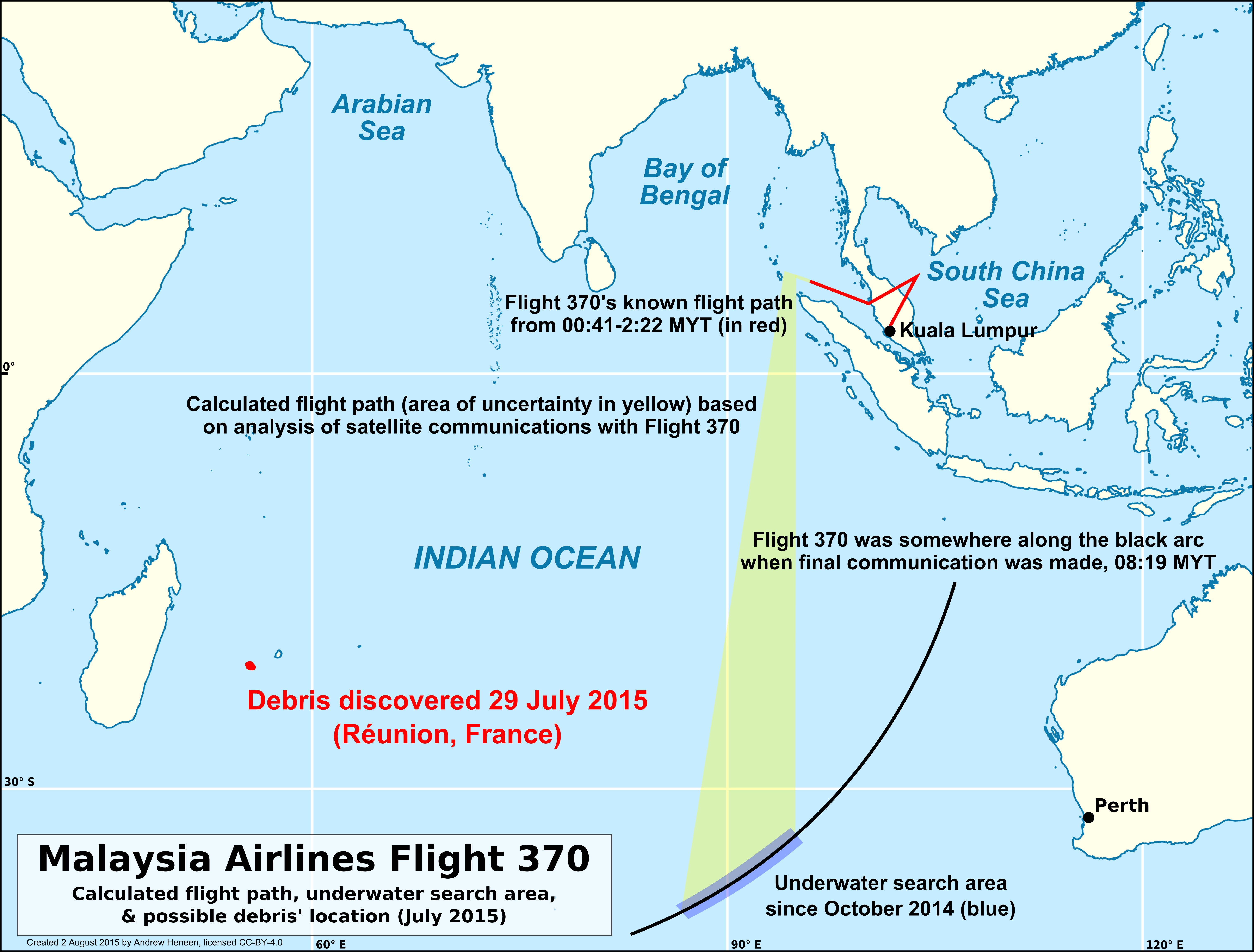
Местонахождение острова Реюньон относительно области поиска

Независимо от основных поисковых групп спустя полтора года после исчезновения самолёта и на расстояниях свыше 4000 километров от предполагаемого места его падения в океан были случайно обнаружены 6 обломков корпуса.
1. Обломок крыла — элерон-закрылок. Был найден 29 июля 2015 года на острове Реюньон (4000 километров западнее предполагаемого места падения).
Обломок был обнаружен при уборке мусора на побережье острова. Длина — около 2,5 метров; его поверхность была покрыта ракушками. На детали крыла сохранилась маркировка: «657BB»). Уборщик мусора Николя Ферье (фр. Nicolas Ferrier) сообщил СМИ, что и ранее находил на острове вещи, которые могли быть связаны с пропавшим «Боингом». Например, в мае 2015 года он подобрал чемоданы, набитые вещами, и кресло, похожее на авиационное или автобусное. Однако Ферье не стал передавать их властям, а сжёг, как поступает с другим мусором. Он объяснил свой поступок тем, что ничего не знал о розысках самолёта, так как не смотрит телевизор и не слушает радио.
Это на самом деле значительный прорыв для нас в разрешении исчезновения MH370, мы ждём и надеемся на то, что будут найдены другие объекты, которые смогут помочь разгадать эту тайнуПремьер-министр Малайзии Наджиб Тун Разак
Обнаружение обломков самолёта на расстоянии 4000 километров от места глубоководных поисков места катастрофы международная следственная группа объяснила влиянием ветров и океанских течений, которые отнесли обломки к острову Реюньон. В связи с этим, изменения территории поиска не планируется. Более того, Австралийское бюро по безопасности на транспорте (ATSB) посчитало, что обнаружение следов «Боинга» на Реюньоне подтверждает верность выбранного места проведения поисковых операций в Индийском океане. Подготовленная экспертами карта дрейфа океанского мусора в этом регионе показала, что обломки от самолёта, разбившегося возле Австралии, могли достигнуть острова Реюньон. Кроме того, моделирование дрейфа показало, что обломки могут быть обнаружены и на большем расстоянии, на территории в 100 000 км² вокруг места крушения. В качестве подтверждения эксперты ATSB привели в пример другие катастрофы, произошедшие над океаном, когда обломки самолётов уносились течением на значительные расстояния. Подобное случилось после катастрофы A320 в Яванском море (28 декабря 2014 года): отдельные обломки разбившегося самолёта были извлечены из воды всего через 2 недели после трагедии на расстоянии свыше 150 километров от места падения авиалайнера в океан, тогда как с момента исчезновения Boeing 777 рейса 370 до обнаружения его частей на острове Реюньон прошло полтора года.
Вместе с тем, первоначально, ещё в 2014 году, на основе математического моделирования следственная группа предположила, что обломки будут выброшены на западном побережье Индонезийского острова Суматра. Но после обнаружения обломков на острове Реюньон представители следствия признали свою ошибку.
2 и 3. Обломок створки обтекателя (676EB) направляющей закрылка и панель правого горизонтального хвостового стабилизатора. Были обнаружены независимо друг от друга в декабре 2015 и феврале 2016 года на побережье Мозамбика.
4 и 5. Сегмент обтекателя двигателя и обломок обшивки внутрисалонной двери R1. Были найдены 22 и 30 марта 2016 года на пляже Моссель-Бей (ЮАР) и побережье острова Родригес (Республика Маврикий), соответственно.
6. Обломок задней кромки крыла, обнаруженный на острове Маврикий, согласно сообщению министра транспорта Малайзии Лиоу Тионг Лайя от 7 октября 2016 года, принадлежит пропавшему «Боингу» рейса MH370.
Принадлежность всех найденных обломков подтверждена международной следственной группой.
С островов, находящихся на пути дрейфа обломков, поступали также и ложные сообщения о найденных обломках. Так, в октябре 2015 года власти Филиппин (остров Минданао) получили сведения, что местными жителями обнаружены в труднодоступной местности обломки самолёта с флагами Малайзии и человеческие тела; якобы находку сделали подростки, охотившиеся за птицами. Однако после осмотра территории и опроса населения власти Филиппин опровергли эти сведения. Местной полиции не удалось установить личность автора сообщения.
24 октября 2020 года появилась информация о том, что эксперты наконец-то обнаружили место катастрофы рейса MH370, исчезнувшего в марте 2014 года с 239 пассажирами на борту. Они полагают, что Boeing 777 разбился в южной части Индийского океана, недалеко от координат S34.2342 и E93.7875, что составляет около 1285 миль (2070 километров) от побережья Перта в Западной Австралии. Инженер Виктор Янелло, который помогал австралийским официальным лицам во время предыдущего поиска, и его команда, базирующаяся в США, на этой неделе заявили, что «есть даже лучшие шансы», что обломки самолёта находятся в пределах 100 морских миль относительно этих координат. Поисковая операция была остановлена весной 2018 года, и нет никаких оснований предполагать, что она скоро возобновится.
Очередная порция обломков была обнаружена в феврале 2021 года на побережье ЮАР.
Новые поиски планируются в 2025 году компанией Ocean infinity. Они будут затрагивать площадь 15 тысяч км² в южной части Индийского океана.

## Расследование
Официальное расследование происшествия с рейсом MH370 находится в ведении малайзийских властей. При этом на всех этапах следствия участвовали эксперты из других стран. Работа ведётся по двум направлениям: установление обстоятельств авиационного происшествия и выявление преступной составляющей.
В соответствии с нормами Международной организации гражданской авиации (ИКАО) в 2014 году Министерство транспорта Малайзии образовало международную группу по расследованию обстоятельств исчезновения Boeing 777. В задачи группы входит установление причин и деталей происшествия, выработка рекомендаций по предотвращению подобных случаев в будущем. В её состав вошли представители 7 ведомств по расследованию авиационных происшествий из Австралии, Великобритании, Индонезии, Китая, Сингапура, США и Франции, и на разных этапах привлекались специалисты из различных организаций:
- «Inmarsat»;
- Администрация гражданской авиации КНР;
- Национальный совет по безопасности на транспорте США (NTSB);
- Федеральное управление гражданской авиации США (FAA);
- компания «Boeing» (производитель самолёта);
- «Rolls-Royce plc» (производитель двигателей)[133][134].

По договорённости между Малайзией и Австралией, координация поисковых мероприятий в месте возможного падения самолёта в океан возложена на Совместный координационный центр (Joint Agency Coordination Centre, JACC).
Одновременно с действиями гражданских служб правоохранительными органами Малайзии, с участием соответствующих международных организаций (например, Интерполом), а также аналогичными ведомствами других стран (США, Китай, Франция, Австралия и др.) проводились оперативно-розыскные мероприятия по выявлению фактов преступной деятельности, которые могли послужить причиной исчезновения Boeing 777 рейса 370 или способствовать этому. По состоянию на январь 2017 года официально уголовные обвинения никому не предъявлены.
С марта 2014 года до настоящего времени существенные обстоятельства происшествия с самолётом не установлены.
Недовольные деятельностью международной следственной группы, родственники погибших в 2014 году планировали провести собственное расследование, независимое от государственных органов. Для этого на краудфандинговой площадке Indiegogo была открыта кампания по сбору $ 5 000 000 (с июня по август): $ 2 000 000 для выплаты гонорара частным детективам, которые смогут квалифицированно провести альтернативное расследование и установить детали исчезновения, и $ 3 000 000 в качестве вознаграждения за предоставление достоверной информации о судьбе самолёта и пассажиров. Однако кампания провалилась, было собрано лишь 2 % ($ 100 516) от необходимой суммы. По словам инициатора, деньги были израсходованы на частное расследование в первые 3 месяца.

### Выводы международной следственной группы (8 марта 2015 года)
Спустя год после исчезновения Boeing 777, 8 марта 2015 года, международная следственная группа опубликовала предварительный отчёт о результатах технического расследования. Было опрошено 120 человек и проанализированы факты по трём ключевым направлениям: изучение личных дел экипажа, проверка технических характеристик лайнера, а также анализ информации о перевозимом грузе.
Подозрений в отношении пилотов у следственной группы не возникло. Не было выявлено изменений в поведении членов экипажа в дни, предшествующие последнему полёту, и каких-либо фактов, говорящих об имевшихся у них существенных проблемах.
Техническое состояние самолёта соответствовало нормативным требованиям. После аварии в Шанхайском аэропорту Пудун в 2012 году (за 2 года до происшествия) лайнер был квалифицированно отремонтирован на площадке корпорации «Boeing» и возвращён в эксплуатацию. Существенный обнаруженный недостаток: аккумуляторная батарея подводного буя, установленного на самолёте, вышла из строя за год до катастрофы и не была заменена. Аккумуляторы аварийных радиомаяков бортового самописца в кабине пилотов работали.
В части перевозившегося самолётом груза следственная группа особое внимание обратила на электронные аксессуары компании Motorola (2435 кг), в том числе 221 кг литий-ионных аккумуляторов и партию плодов мангостана (4566 кг). При определённых обстоятельствах литий-ионные аккумуляторы могут стать причиной пожара и даже взрыва. Находившиеся на борту накопители были выпущены 7 марта 2014 года и с фабрики доставлены в упакованном виде в аэропорт для погрузки на самолёт. Палета с ними была размещена в грузовом отсеке, в хвостовой части, под задними рядами пассажирских кресел. Нарушений технологии транспортировки и упаковки не выявлено. Кроме того, с января по март 2014 года Malaysia Airlines осуществила 99 доставок аналогичного груза без происшествий. В отношении фруктов также была проведена проверка по качеству упаковки и соблюдению правил перевозки, нарушений не обнаружено. При этом причин, по которым следственная группа изучала связь фруктов с возможностью катастрофы, в отчёте не приводится.
Рассмотрены действия операторов (диспетчеров) управления воздушным движением. Выяснилось, что старший диспетчер в Куала-Лумпуре спал в течение 4 часов даже после того, как Boeing 777 пропал с экранов радаров. Диспетчеры Хошимина стали выяснять причину, по которой самолёт не вошёл в их воздушное пространство, лишь спустя 20 минут после потери лайнера, а регламент требует делать это не позднее, чем через 2 минуты. Была отмечена и медлительность авиакомпании Malaysia Airlines, которая объявила чрезвычайную ситуацию только спустя 5 часов и 13 минут после последнего контакта с рейсом 370. В результате поисково-спасательная операция была развёрнута с существенным опозданием. Первый самолёт на поиски Boeing 777 отправился в 11:30 (MYT), то есть спустя 10 часов после его исчезновения.
Сведений о том, что произошло с лайнером, отчёт следственной группы не содержит.

### Действия правоохранительных органов
ФБР и ЦРУ (США) не обнаружили фактов, доказывающих акт терроризма (при этом возможность этого они не исключили). Среди пассажиров были выявлены два иранца, использовавшие для приобретения билета и регистрации на рейс поддельные паспорта. Личности обоих были установлены, и была проведена их проверка на принадлежность к террористическим группам. Судимостей оба не имели. Следователи сделали вывод, что целью иранских граждан была иммиграция в Европу, и маловероятно их участие в покушении на самолёт.
Основная официальная версия причины происшествия — угон самолёта неизвестными лицами (преднамеренное отключение систем связи и смена курса в неустановленном направлении). Об этом заявил премьер-министр Малайзии Наджиб Тун Разак. Личность угонщика и мотив преступления, если оно имело место, не установлены. В первую очередь под подозрением оказались пилоты пропавшего Boeing 777. Следователи изучили личные дела обоих пилотов, опросили коллег и провели обыски в местах проживания.
Результаты обысков в доме второго пилота Фарика Абдул Хамида не раскрываются. Известно только, что была обнаружена фотография, раскрывшая факт нарушения инструкций по безопасности полётов. В 2011 году он приглашал в кабину двух посторонних девушек-пассажирок.
Обыск в доме 53-летнего КВС Захари Ахмад Шаха освещался шире. Внимание следователей привлёк домашний самодельный авиатренажёр-симулятор полётов. За месяц до последнего полёта Захари Ахмад Шах удалил из памяти тренажёра информацию о своих виртуальных перелётах, в том числе маршруты в акватории Индийского океана. КВС практиковал посадки на различные аэродромы в этом районе (все с ВПП длиннее 1000 метров): военная база США «Диего Гарсия» (остров Диего-Гарсия), международный аэропорт Мале (код MLE) на Мальдивах и другие в Индии и Шри-Ланке. Правоохранительные органы изъяли тренажёр для анализа содержимого и восстановления удалённой информации. Вскоре, в том же 2014 году, ФБР сообщило, что подозрительного содержания на авиасимуляторе не обнаружено.
Стало известно, что за несколько минут до вылета Boeing 777 из Куала-Лумпура КВС разговаривал по сотовому телефону с человеком, который приобрёл сим-карту по поддельным документам. Звонок длился две минуты.
Летом 2016 года американское издание New York Magazine со ссылкой на оказавшийся в распоряжении редакции секретный документ следствия опубликовало информацию, что командир рейса 370 Захари Ахмад Шах за месяц до исчезновения Boeing 777 моделировал схожий полёт в компьютерном симуляторе Microsoft Flight Simulator X. В виртуальном полёте Boeing 777 также достиг южной части Индийского океана и упал в воду, когда закончилось топливо. При этом маршруты полёта виртуального и настоящего лайнеров совпадают. Разница в месте столкновения с водой: в симуляторе самолёт упал на расстоянии в 900 миль от места проведения второй поисковой операции.
Косвенно эту информацию подтвердил министр транспорта Малайзии Ляо Тюнлай. По словам чиновника, в авиасимуляторе находилось множество различных маршрутов, кроме упомянутого направления к южной части Индийского океана. По мнению министра, нет доказательств намеренных действий КВС, способствовавших происшествию, а один из тысячи имеющихся в памяти маршрутов не может быть использован для подтверждения теории угона и умышленной катастрофы.

### Итоговый отчёт международной следственной группы (июль 2018 года)
В конце июля 2018 года международная следственная группа опубликовала итоговый отчёт на 1500 страницах. После более чем четырёх лет расследования так и не удалось установить, что именно произошло с самолётом и по какой причине. Но имеющиеся свидетельства «неопровержимо указывают на противоправное вмешательство, в результате которого перестали работать системы связи и самолёт был развёрнут вручную» (англ. points irresistibly to unlawful interference, such as the communications ceasing and the manual turn back). Разворот самолёта с маршрута на юг, после которого он летел (вероятно, на автопилоте) ещё несколько часов над Индийским океаном в сторону Антарктики, вряд ли мог произойти вследствие технических неполадок и, скорее всего, был произведён вручную пилотом либо иным лицом. Следователи не нашли никаких проблем, связанных с пилотами, их здоровьем, поведением и квалификацией, и отклонили версию о самоубийстве кого-то из них.

## Последствия исчезновения рейса 370
13 марта 2014 года авиакомпания Malaysia Airlines изменила нумерацию рейсов Куала-Лумпур — Пекин — Куала-Лумпур, заменив MH370 и MH371 на MH318 (Куала-Лумпур — Пекин) и MH319 (Пекин — Куала-Лумпур). Новые индексы рейсов действительны с 14 марта. По сообщению авиакомпании, это сделано из уважения к пассажирам и экипажу рейса MH370.

### Malaysia Airlines

#### Финансовый кризис авиакомпании
Финансовое состояние Malaysia Airlines начало ухудшаться задолго до 2014 года, когда произошли сразу два крупных происшествия с её самолётами (с рейсом 370 и рейсом 017). В 2010 году авиакомпания последний раз завершила год с прибылью (234,5 млн ринггитов — 61,3 млн долл. США), а в 2011—2013 годах её убыток составлял 2524 млн ринггитов (659,6 млн долларов), 432,6 млн ринггитов (113,1 млн долларов) и 1173,7 млн ринггитов (306,7 млн долларов), соответственно. Общий накопленный убыток с 2011 по 2015 годы превысил 4,9 млрд ринггитов (1,34 млрд долларов США). По словам исполнительного директора Malaysia Airlines Кристофа Мюллера (Christoph Mueller), одной из причин финансовых проблем была высокая конкуренция на рынке авиаперевозок, которую компания проигрывала.
Исчезновение рейса MH370, а затем и катастрофа рейса MH17 нанесли дополнительный серьёзный удар по финансовому состоянию компании и поставили её на грань банкротства. За счёт снижения цен на акции авиакомпания потеряла свыше 40 % рыночной стоимости. По итогам третьего квартала 2014 года Malaysia Airlines зафиксировала самый большой квартальный минус с 2011 года: 576 000 000 ринггитов (около 157 000 000 $).
В результате авиакомпания была подвергнута реструктуризации. В конце 2014 года Malaysia Airlines перешла полностью под контроль государственного финансового фонда Малайзии Khazanah Nasional Berhad. На должность управляющего директора и главного исполнительного директора в мае 2015 года был назначен Кристоф Мюллер: первый западный менеджер за всю историю авиакомпании.
В июне 2015 года Кристоф Мюллер сообщил, что Malaysia Airlines находится в состоянии «технического банкротства», в связи с чем расходы будут сокращены на 20 % за счёт в том числе увольнения 6000 сотрудников, изменения организационной структуры и внедрения новой стратегии развития. Компания планирует выйти на уровень безубыточности к 2018 году. При этом дальнейшее развитие авиакомпания получит в рамках нового юридического лица, которому будут переданы активы от обанкротившейся компании. Общий объём планируемых инвестиций в восстановление Malaysia Airlines со стороны Khazanah Nasional Berhad — свыше 6 млрд ринггитов (около 1,8 млрд долларов США), включая сумму осуществлённого выкупа акций авиакомпании — 1,3 млрд ринггитов (390 млн долларов). При этом уже в апреле 2016 года Кристоф Мюллер сообщил, что покинет свой пост в сентябре, задолго до окончания контракта, «по личным обстоятельствам».
В целях улучшения экономической ситуации авиакомпании Malaysia Airlines заключила код-шеринговое соглашение с авиакомпанией Emirates, что позволило расширить географию полётов для клиентов обеих авиакомпаний. В июле 2016 года Malaysia Airlines заключила сделку о покупке 25 новых самолётов Boeing 737 MAX 8 за 2,75 млрд $. Поставки начались в 2019 году. Но в 2020 году авиакомпания приостановила приёмку самолётов в связи с двумя катастрофами данной модели, что явилось ещё одним серьёзным ударом.

#### Выплаты компенсаций
7 апреля 1958 года Малайзия присоединилась к Конвенции о международной гражданской авиации. В связи с этим на Малайзию распространяются решения Международной организации гражданской авиации (ICAO) — специализированного агентства ООН. В 1999 году была принята Монреальская конвенция, устанавливающая минимальный уровень ответственности авиаперевозчика за причинение вреда жизни и здоровью пассажира в размере 175 000 долларов США. Согласно нормам конвенции, бремя судебного доказательства невиновности ложится на авиакомпанию, тогда как пассажир (или его родственники) имеет право на получение компенсации.
Вскоре после начала второй поисковой операции — в январе 2015 года — власти Малайзии официально признали всех пассажиров и членов экипажа погибшими, а самолёт — потерпевшим катастрофу в результате несчастного случая. Официальная причина катастрофы: «несчастный случай». Признать это отказались около ста семей пассажиров из Китая. На критику решения со стороны родственников австралийские власти отреагировали сообщением, что поисковая операция будет продолжаться, пока не достигнет результата.
Благодаря официальному решению были устранены юридические преграды на получение родственниками погибших пассажиров полагающихся страховых и иных выплат.
Так как Малайзия ратифицировала Монреальскую конвенцию, Malaysia Airlines обязана выплатить минимальную компенсацию родственникам пассажиров рейса 370 в размере 175 000 долларов США. Таким образом, нижний порог выплат составляет около 40 млн долларов (на 227 пассажиров). При этом объём компенсации, согласно конвенции, может в судебном порядке пересматриваться в большую сторону с учётом персональных обстоятельств, связанных с происшествием и (или) личностью пассажира либо его родственников. По данным СМИ, первые выплаты начали осуществляться ещё в октябре 2014 года, их размер составлял до 50 тысяч долларов. Например, суды США часто существенно увеличивают размер компенсаций, их размер может достигать от одного до трёх миллионов долларов США.
Некоторые из судебных разбирательств между Malaysia Airlines и родственниками погибших освещались средствами массовой информации. В сентябре 2015 года три семьи предъявили иск к авиакомпании Malaysia Airlines и ряду правительственных организаций за нарушение условий договора и халатность. В марте 2016 года на авиакомпанию подали в суд родственники 12 пассажиров из Китая. Сумма запрашиваемых компенсаций составляет от 755 000 долларов до 1,23 миллиона долларов за каждого погибшего.
Существенные расходы понесли и некоторые страховые компании. По оценкам экспертов, исчезновение Boeing 777 стало одним из крупнейших в мире страховых случаев по размеру платежей. Выплачено более $600 млн, из них $100 млн — по страхованию каско самолёта, а остальная часть — по различным видам страхования ответственности.

#### «Мой список предсмертных желаний»
В начале сентября 2014 года авиакомпания Malaysia Airlines в рамках ребрендинга организовала для жителей Австралии и Новой Зеландии конкурс «Мой список предсмертных пожеланий» («My Ultimate Bucket List»). Участники должны были рассказать с помощью 500 слов, что они мечтают увидеть перед смертью. Призовой фонд для 16 победителей — iPad и перелёт экономклассом в любую точку Малайзии. После волны возмущения со стороны интернет-пользователей акция была переформатирована. Посетителям сайта Malaysia Airlines предложили описать мечты из «списка дел».

### Для авиации
В июне 2014 года глава Международной ассоциации воздушного транспорта (IATA) Тони Тайлер (англ. Tony Tyler) на вопрос журналистов о самой удивительной головоломке за время его работы в Ассоциации (с 1978 года) ответил: Это MH370.
В свою очередь, Международной организацией гражданской авиации (ИКАО) в 2014 году была сформирована многодисциплинарная специальная рабочая группа, которой поставили задачу проанализировать трагедию с рейсом 370 и подготовить соответствующие выводы и рекомендации. Впоследствии ИКАО совместно с IATA и другими организациями был выработан ряд мер по недопущению повторения ситуации, произошедшей с рейсом 370: и в части исчезновения лайнера, и в части возникших проблем с обнаружением места падения. Основные направления были зафиксированы в Монреальской декларации о планировании мер по повышению уровня безопасности полётов в рамках Второй Конференции высокого уровня по безопасности полётов, организованной ИКАО (Монреаль, Канада, 2-5 февраля 2015 года). В декларации были учтены недостатки, выявленные на примере других катастроф, например с рейсом 017 Malaysia Airlines, сбитым над Украиной.
Декларация содержит 39 обязательств и рекомендаций, направленных на повышение авиационной безопасности. В частности, надлежит обеспечить быструю реализацию концепции «Глобальной системы оповещения о бедствии и обеспечения безопасности полётов воздушных судов» (GADSS), включая слежение каждые 15 минут в штатном режиме и слежение каждую минуту в случае бедствия на межгосударственном и внутригосударственном уровнях с координирующей ролью ИКАО.
С учётом договорённостей, достигнутых в Монреале, 8 марта 2016 года Совет ИКАО внёс поправки в Чикагскую конвенцию в части «Эксплуатации воздушных судов», устанавливающие следующие ключевые нормы:
- оснащение воздушных судов устройствами слежения, которые в ситуации бедствия могут автономно передавать информацию о местоположении по меньшей мере один раз в минуту;
- оснащение воздушных судов средством для своевременного восстановления и предоставления данных бортового самописца;
- увеличение продолжительности записей бортового речевого самописца до 25 часов, с тем чтобы они включали все этапы полёта при всех видах эксплуатации.

По словам президента Совета ИКАО доктора Олумуива Бенард Алиу, новые положения обеспечат немедленное установление места происшествия с точностью до 6 морских миль (11 километров), а также оперативный и надёжный доступ следователей к данным бортового самописца воздушного судна, и существенно повысят эффективность поисково-спасательных операций, в том числе с точки зрения затрат. Практическое внедрение новых норм будет осуществляться с 2016 до 2021 года. Эта работа предполагает модернизацию оборудования наземных систем и воздушных судов, интеграцию со спутниковыми системами.
В ноябре 2015 года Международный союз электросвязи (с 1947 года специализированное учреждение ООН) выделил специальный частотный диапазон для отслеживания перемещений гражданских самолётов (1087,7 — 1092,3 мегагерца). На этих частотах работает сигнал ADS-B, позволяющий в режиме реального времени отслеживать местоположение лайнеров. Это наиболее актуально в «слепых зонах» радиолокационных станций. Например, на полюсах Земли и над океанами. Окончание монтажа необходимого оборудования было запланировано на ноябрь 2016 года.
Некоторые страны или отдельные авиакомпании решили внедрить эти нормы более оперативно. Правительство Малайзии издало предписание обеспечить пятнадцатиминутную фиксацию местоположения самолётов, что было сделано к 6 марта 2015 года всеми национальными авиакомпаниями. А управление гражданской авиации Сингапура (CAAS) обязало местные авиакомпании обеспечить с 1 июня 2016 года отслеживание самолётов каждые пятнадцать минут, а с 8 ноября 2018 года обеспечить полную автоматизацию согласно нормам ИКАО.

### В обществе
В августе 2014 года полиция Малайзии арестовала супружескую пару, похитившую 34 000 долларов со счетов четырёх пассажиров рейса 370. Служащая банка HSBC Нур Шила Канан перевела деньги погибших на другие карты, которые использовал её муж Башир Маула Сахул Хамид. После раскрытия мошенничества банк возвратил деньги родственникам. Супруги осуждены и приговорены к тюремному сроку.
В августе 2015 года французский журнал Charlie Hebdo выпустил номер, в котором на главной странице были изображены отделённые от тела мужские руки, держащие женскую грудь синего цвета, и подпись: «Малайзийские авиалинии: надежда. Найден кусок пилота и стюардессы»[значимость факта?]. В эти дни на острове Реюньон был найден первый обломок авиалайнера, и вся мировая пресса уделяла большое внимание этому событию.

### В массовой культуре
- Сценаристы Голливуда подготовили свыше 50 сценариев по мотивам катастрофы[187].
- Документальный фильм «Тайна пропавшего рейса» на «Первом канале» российского телевидения[188].
- В 2014 году индийский режиссёр Рупеш Пол анонсировал производство фильма «Исчезновение» по мотивам трагедии рейса 370. На Каннском кинофестивале режиссёр представил публике трейлер киноленты[189].
- Документальный фильм Flight 370 The Missing Link («Пропавший Боинг. В поисках слабого звена») телеканала «Discovery Channel»[190].
- Эпизод «Пропавший без вести» (What Happened To Malaysian 370?) 14 сезона канадского документального телесериала «Расследования авиакатастроф», транслируемый на телеканале «National Geographic Channel»[191][192].
- Осенью 2018 года на телеканале NBC вышел драматический сериал «Манифест», где в центре сюжета — пропавший авиарейс, пассажиры которого вернулись целыми и невредимыми спустя 5 лет после исчезновения. Один из создателей сериала, Джефф Рейк, весной 2019 года рассказал, что хотя идея сериала и пришла к нему более 10 лет назад, «потребовалась реальная катастрофа — пропажа рейса MH370, чтобы вдохнуть новую жизнь в старую концепцию и выпустить сериал на экраны»[193].
- В марте 2023 года стриминговая платформа Netflix выпустила трёхсерийный документальный фильм «MH370. Самолёт, который исчез» (MH370: The Plane That Disappeared). В рамках этого фильма рассматривались три теории: самоубийство пилота, взлом систем безопасности с целью захвата и уничтожения судна спецслужбами, опасный груз на борту[194].